# 2013年ムーア竜巻
アメリカ国立気象局による竜巻被害調査地図: 
2013年ムーア竜巻 (2013 Moore tornado) では、現地時間2013年5月20日14時45分に発生した、アメリカ合衆国オクラホマ州の竜巻による災害について述べる。最大風速94m/s (210mph) に達するこの竜巻は、改良藤田スケールで最高レベルのEF5に達する巨大なものであった。竜巻はオクラホマ州中央部、オクラホマシティ南郊の都市ムーアを直撃し、少なくとも24人の死者と240人の負傷者を出した大災害となった。

## 経緯

竜巻発生時のレーダー画像のGIFアニメーション。発達した渦がムーアを通過する様子が分かる。

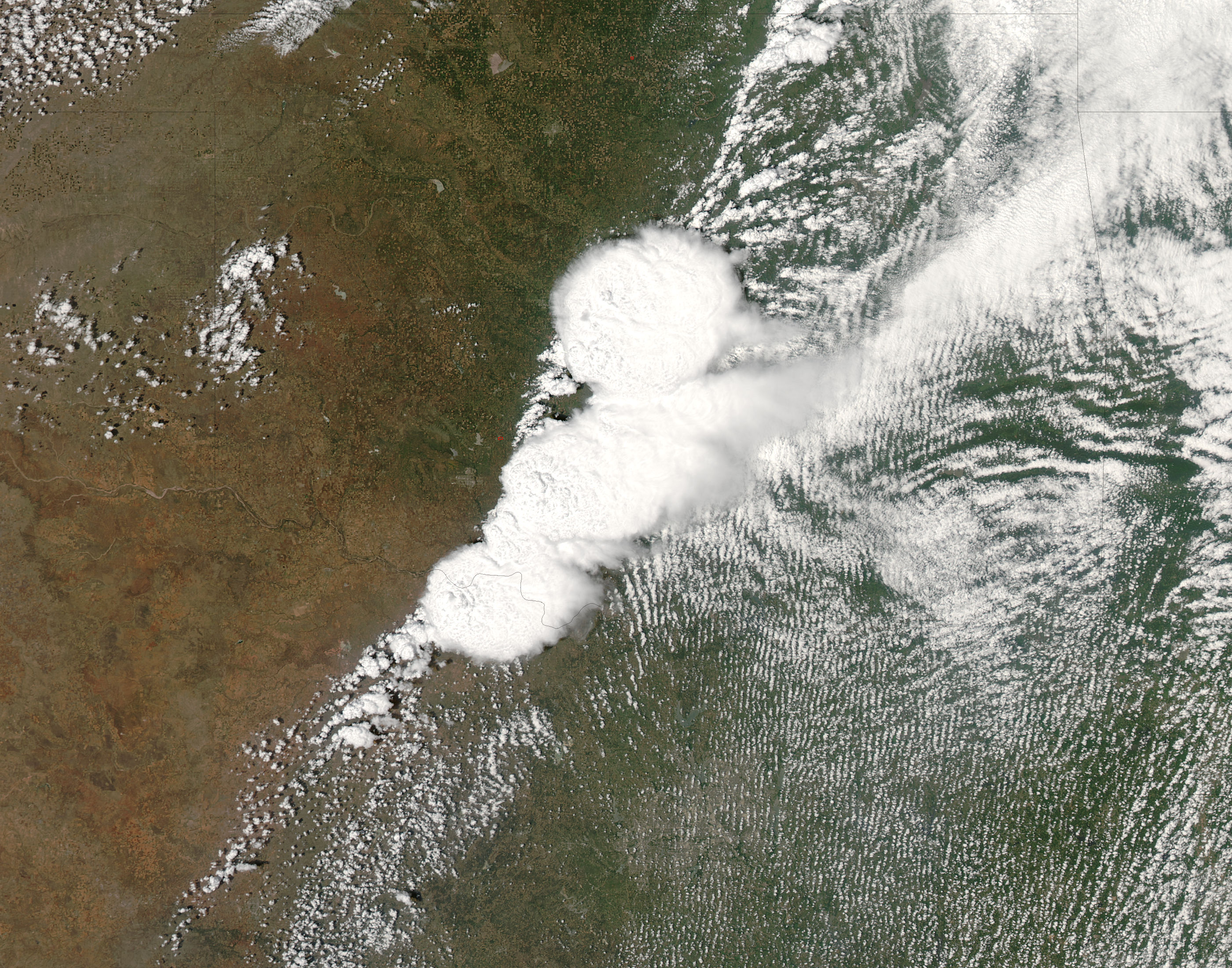
2013年5月20日頃の気象衛星からの雲の画像。雲がある場所がメキシコ湾の湿潤暖気を、ない場所が西側からの乾燥寒気を示しており、境目に巨大な雲の塊であるスーパーセルが発達している事がわかる。竜巻はこの暖気と寒気の境目で発生した。

オクラホマ州は、元々トルネード・アレイ（竜巻街道）と呼ばれるほどの竜巻多発地帯である。これは、西側からの乾燥した寒気とメキシコ湾からの湿潤な暖気が衝突することでスーパーセルが発達し、急激な上昇気流が発生するためである。このため、竜巻から身を守るべく、公共施設だけでなく個人の住宅内に地下シェルターなどの避難施設を備えている場合もある。この付近では毎年のように発生する竜巻だが、2013年も、前日の5月19日の2人の死者を出すEF4の竜巻をはじめとした、オクラホマ州や周辺の州で竜巻が多発していた。ただし、2013年は竜巻の発生時期が遅く、例年では4月ごろから発生し始めるところ、その年は気温が低く、5月中旬になるまで災害となるような巨大な竜巻は発生していなかった。
2013年ムーア竜巻は、14時45分にニューキャッスルの西7.1km (4.4mi) の地点で地上に達した。竜巻は急激に発達し、おおむねEF2の勢力を保ちながら東方向へと進んだ。ブライアウッド小学校に直撃した際には、瞬間的には風速89m/sから94m/s (200-210mph) という、改良藤田スケールで最高のEF5に達する勢力となった。EF5の竜巻は、アメリカ合衆国では2011年5月24日に発生した竜巻以来である。15時16分には、5万人都市のムーアに竜巻が直撃した。ムーアを通過する前後はEF4の勢力を保っていた。実は、直撃の36分前、地面に到達する5分前の14時40分に、アメリカ国立気象局はムーアへの竜巻直撃の警報を発した。これは、平均14分前ということを考えると異例の早い予測であった。これは、非常に急速な気象変化があったためである。竜巻は15時35分にムーアの東7.7km (4.8mi) のところで地面から離れ消滅した。発生から消滅までの50分間に27km (17mi) を移動し、最大で2.1km (1.3mi) の幅に達した。竜巻に関連する嵐によって放出されたエネルギーは広島に落とされた原爆の600倍 (4×1016J) と推定されている。

## 被害

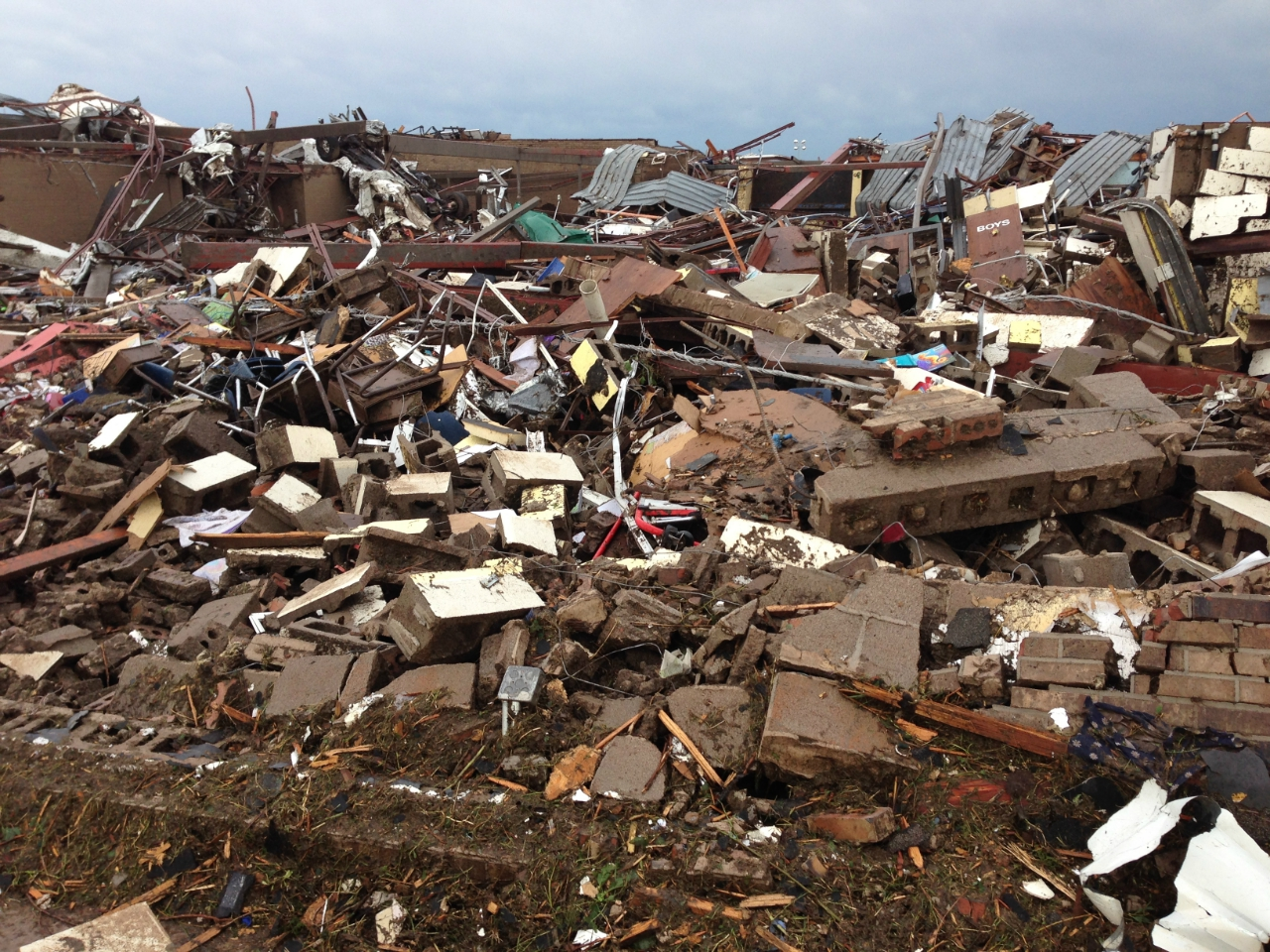
竜巻によって全壊した建物。

この竜巻では、人口の多いムーアを中心とし、3万人以上が被災し、2400棟の建物に被害が生じた。被害総額は20億ドル（当時のレートで2000億円）に達すると見られている。また、保険の支払い総額は10億ドル（1000億円）であると推定されている。
この竜巻による死者は24人に達し、240人が負傷した。全壊した建物も多く現場は混乱していたため、一時的に死者は91人や51人と伝えられたこともあった。。多かった死者の数は重複して数えられた結果であった。全壊した住宅から100人以上が救出されている。行方不明者の捜索は、今後新たに見つかる可能性が低いと推定されることから、一部を除いて21日でほぼ終了し、その後は本格的な復旧作業に移っている。
竜巻はブライアウッド小学校とプラザタワーズ小学校という2つの学校を直撃しており、当時は平日の午後であったため、当時は生徒と教職員が合計75人いた。死者のうち9人は小学校で発見された。同じ建物でも、窓が多い部分ほど、鉄骨が変形するほど破壊が激しかったのと比べ、窓の少ない部分は原型を留めているといった差があった。これは、外部から風が入る事で天井が崩壊することで、より破壊が進行したためと推定されている。また、竜巻によって61500戸が停電している。竜巻によってもたらされた瓦礫によって、オクラホマ州を通る2つの高速道路が通行止めとなった。

## 影響

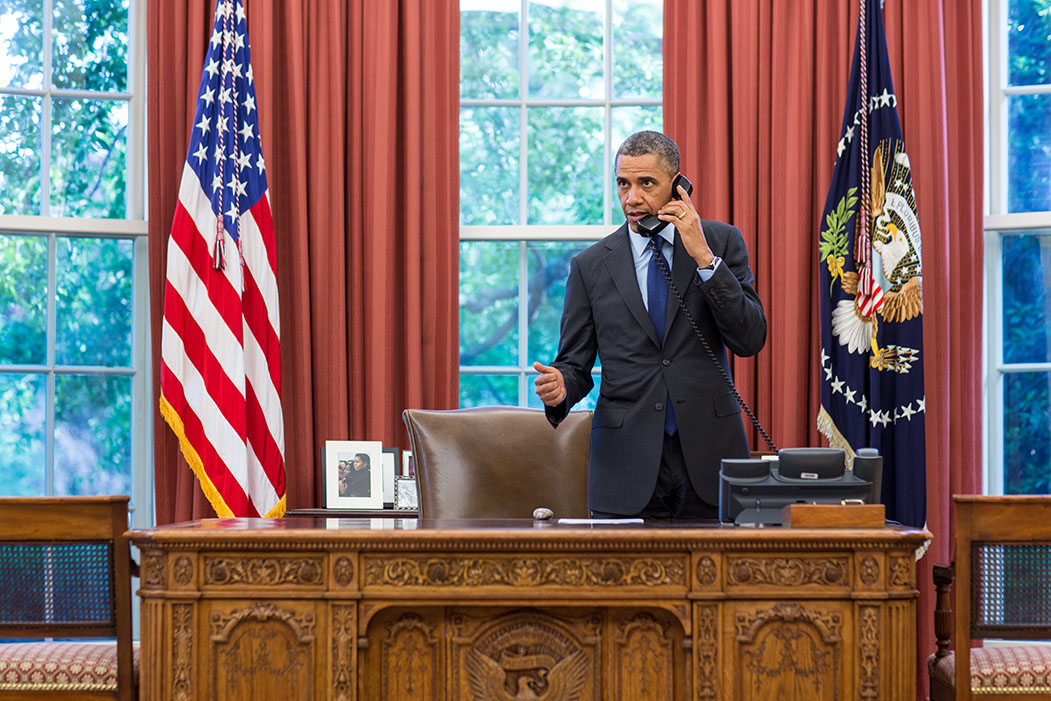
メアリー・フォーリン知事と電話で話をするバラク・オバマ大統領。

この災害を受け、メアリー・フォーリン知事は災害発生日に非常事態宣言を発令した。フォーリンはバラク・オバマ大統領の執務室に直接つながる電話回線を与えられ、オバマと直接災害対応について電話で話をした。オバマはこの竜巻は大災害であると述べ、連邦政府による援助提供を行った。アメリカ合衆国連邦緊急事態管理庁は、被災地域に付属の救助隊を送った。
災害発生翌日の21日正午、アメリカ合衆国上院は黙祷をささげた。イギリス、フランス、ドイツなどのいくつかの国、およびローマ教皇のフランシスコは哀悼の意を表明した。
竜巻の被害が大きかったムーアの市長は、新規の住宅建設に避難施設の設置を義務化する条例の制定を検討していると話した。また、竜巻が直撃したそれぞれの学校には適切な避難施設がなく、1年生から3年生の児童は近くの教会へ避難し、4年生から6年生の児童と教師は学校内のトイレなどで竜巻に備えたが、建物の崩落で結果的に死傷者を発生させた。このような状況のため、学校の竜巻に対する対策強化を求める声が上がっており、州政府は地下シェルターなどの避難施設の設置のための基金の設置を決定している。

## ギャラリー

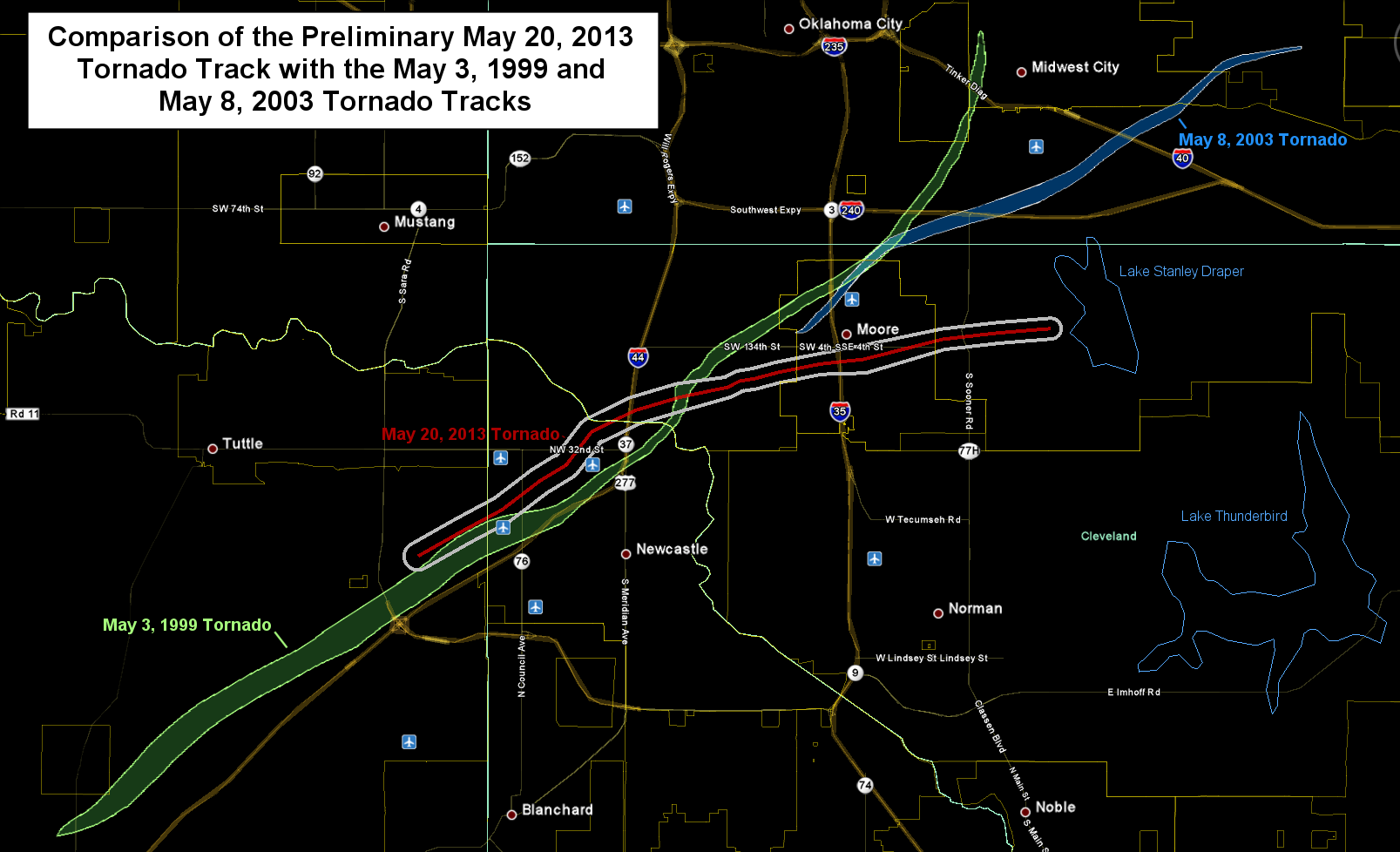
赤色が今回発生した竜巻の進路。緑色は1999年に発生した竜巻の進路。
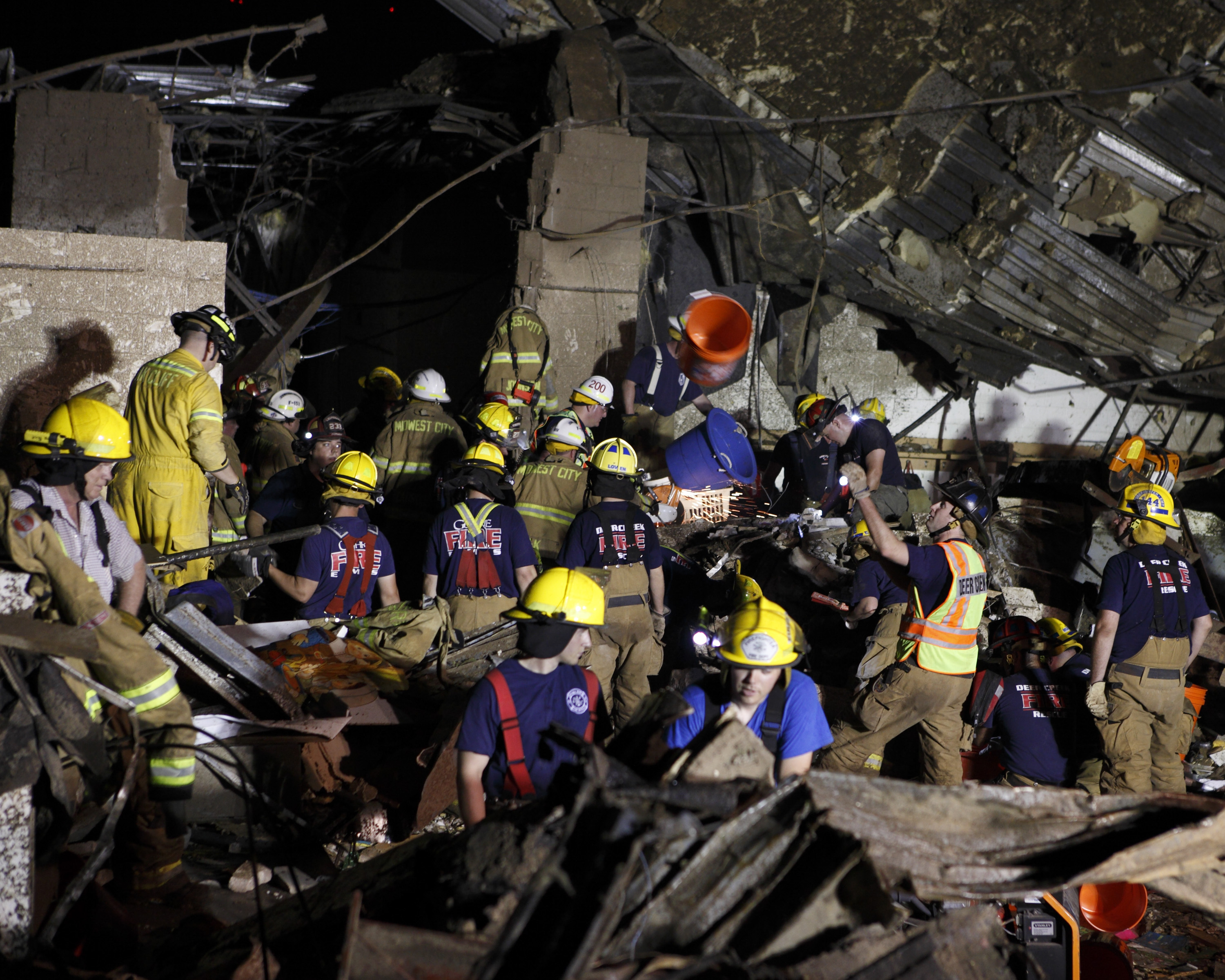
発生日の行われた救助活動の様子。活動は深夜にわたって続けられた。
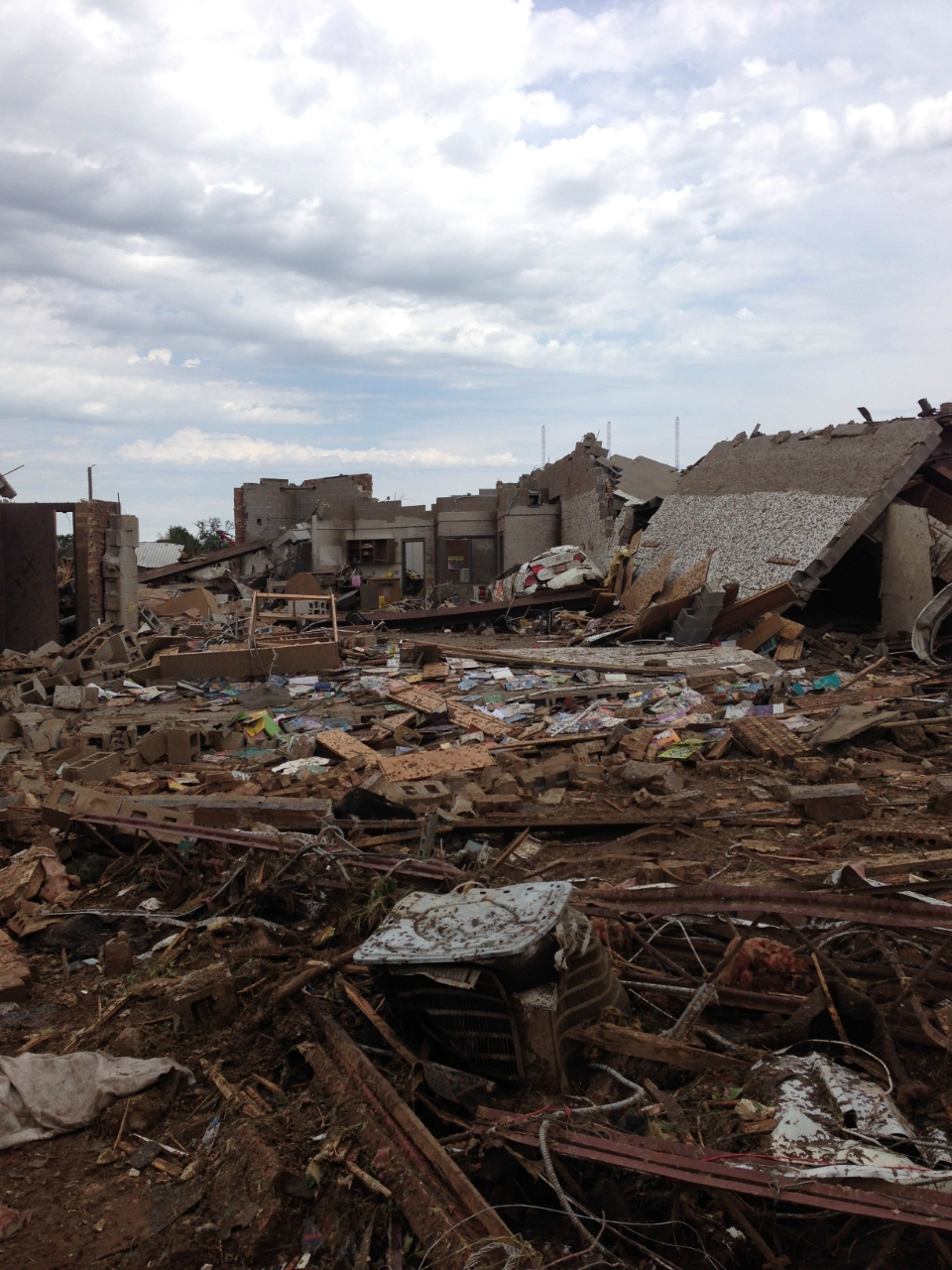
竜巻によって破壊された小学校。